# Comitè Popular de Sama de Langreo
El Comitè Popular de Sama de Langreo va ser una institució política de majoria socialista i amb presència de comunistes i republicans, de la localitat de Sama, a Llangréu, durant l'inici de la Guerra Civil espanyola i en el context de la Revolució Espanyola de 1936. El Comitè va ser presidit per Ramón González Peña i posteriorment per Amador Fernández. Més endavant es va fusionar amb el Comitè de Guerra de Gijón en el Consell Interprovincial d'Astúries i Lleó amb seu en Gijón i presidit pel socialista Belarmino Tomás.